# Jack W. Szostak
Jack William Szostak (London, 9. studenog 1952.) je američki biolog i profesor genetike na Harvardu i uvaženi istraživač u Massachusettskoj općoj bolnici u Bostonu. 
2009. godine dobio je zajedno s Elizabeth Blackburn i Carol W. Greider Nobelovu nagradu za fiziologiju ili medicinu, za otkriće kako su kromosomi zaštićeni telomerima.

## Vanjske poveznice
- Informacije o Nobelovoj nagadi
- Web stranica Szostak Lab
- DNA Ends: Just the Beginning Nobelova nagrada - predavanje